# 何百里

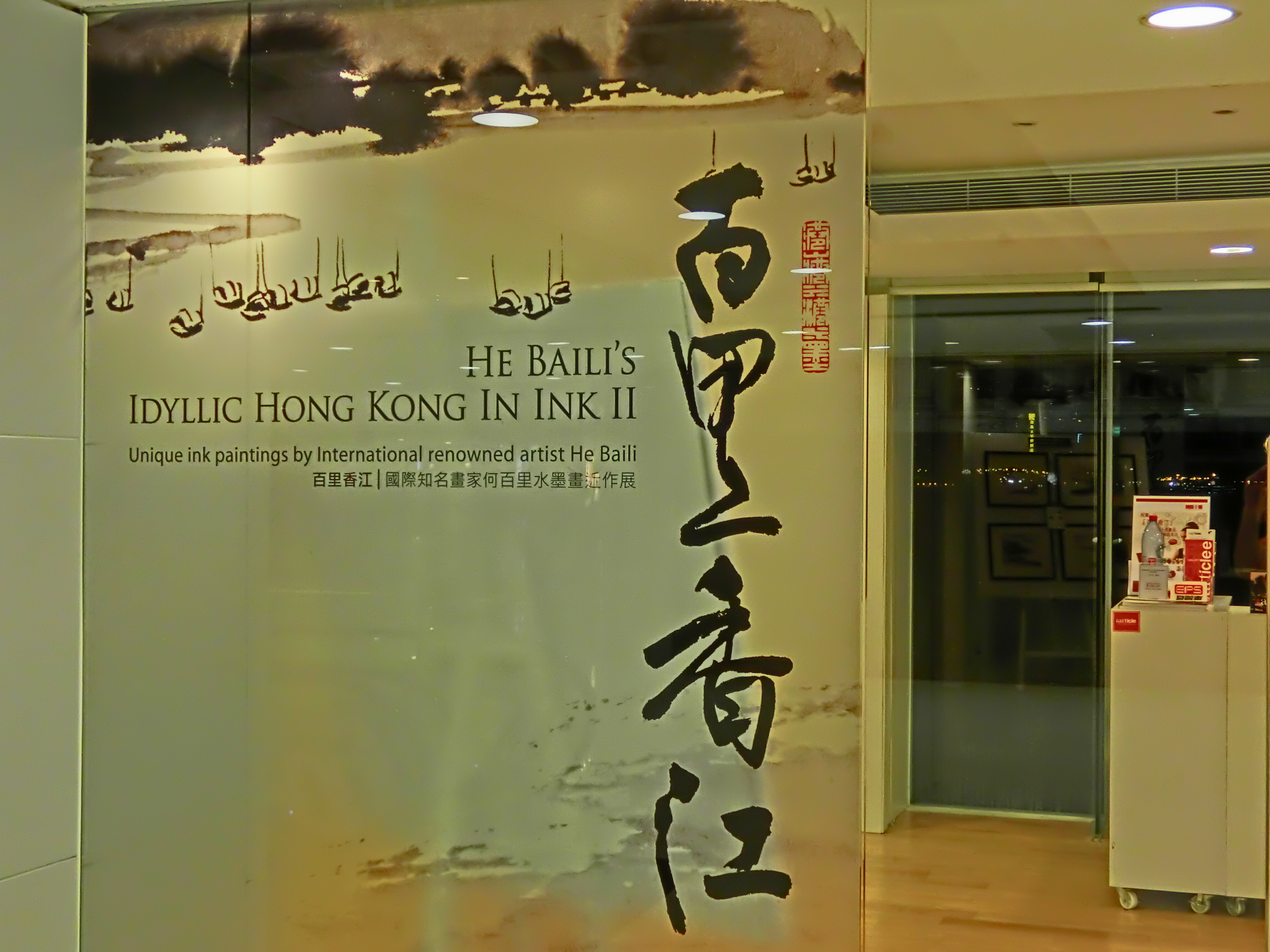
何百里2013年在香港畫展

何百里（1945年—），生於廣州，因故遷居香港，精於國畫，以變化多代表藝術的永恆，在幾個時期的作品，都以萬千變化視覺韻律激動人心，1960年代早期以嶺南美術花鳥技法寫山水畫，1970年代以水墨寫意山水，1980年代後期，古今中外融會一體，由傳統美術上發展出個人風格，評評家稱「何家山水」墨彩靈動，境界脫俗，富時代精神，何百里為現代山水畫畫出新方向。
值得一提是其一門生是香港著名甘草演員陳勉良。

## 外部參考
- 何百里簡介（附圖作品）[永久]